# Provaziště
Provaziště je specializovaný prostor nacházející se v divadle nad jevištěm. Na provazech či na lanech zde bývají zavěšeny divadelní dekorace, které bývají dolů na jeviště spouštěny pomocí mechanických zařízení, tzv. divadelních tahů.
Kromě kulis se v provazišti (tj. v prostoru nad divadelním jevištěm) obvykle nacházejí další technické systémy, jako jsou osvětlovací lávky nesoucí různé reflektory a další svítidla, dále prvky nutné pro ozvučení jeviště, mechanismy zajišťující spouštění či rozevírání a zavírání divadelní i železné opony, bezpečnostní protipožární systémy a další speciální technické systémy.
V některých představeních může být provaziště užíváno i jako prostor, kudy nějaký herec (někteří herci) vstupuje na jeviště (jakoby se snáší shůry) apod.